# Manhattan
Manhattan (AFI: /maˈnattan/; in inglese americano [mænˈhætən]) è uno dei cinque distretti (in inglese borough) della città di New York. Secondo le stime pubblicate dallo United States Census Bureau il 1º aprile 2020, ha una popolazione di 1 694 251 abitanti e una densità di 28 873 abitanti/km², che lo rende il distretto più densamente popolato di New York City.
Esteso su un'area di 59 km², il distretto corrisponde alla contea di New York, fondata il 1º novembre 1683 ed è quasi completamente costituito dall'isola di Manhattan (circondata dai fiumi Hudson, East e Harlem), ma include anche diverse piccole isole ad essa adiacenti e una piccola porzione continentale (Marble Hill), in passato parte dell'isola principale. La contea di New York è la più densamente popolata degli interi Stati Uniti con 28 873 abitanti/km² ed è anche una delle meno estese, dopo Arlington (Virginia) e Broomfield (Colorado). L'ufficio responsabile di perseguire le violazioni delle leggi è il Procuratore distrettuale.
Manhattan è spesso identificata come il centro economico degli Stati Uniti perché vi si trovano Wall Street, sede della Borsa di New York, la più grande borsa valori del mondo per volume di scambi e il quartier generale delle Nazioni Unite. Il distretto ospita anche molti ponti, grattacieli e parchi di fama mondiale, oltre alla celeberrima Times Square, soprannominata The Crossroads of the World e The Center of the Universe e al famoso teatro di Broadway.

## Geografia fisica

### Territorio

#### Isola di Manhattan
Manhattan è comunemente divisa in Lower, Midtown e Upper Manhattan, mentre la Quinta Strada (in inglese Fifth Avenue) divide i lati est e ovest dell'isola. L'isola è circondata, a ovest, dal fiume Hudson e, a est, dallo stretto marittimo denominato East River, che la separa da Long Island; a nord, un altro stretto, l'Harlem River, la divide dal Bronx e quindi dal resto del continente statunitense.
Inoltre, il distretto si costituisce di altre piccole isole, incluse Randalls and Wards Islands e Roosevelt Island nell'East River e Liberty Island (famosa per essere l'ubicazione della Statua della Libertà) nel porto di New York a sud.
Secondo i dati dello United States Census Bureau, il distretto ha una superficie di 87 km², di cui 59 km² sono costituiti da terra e 28 km², circa il 32%, da acque interne. L'isola di Manhattan è lunga 21,6 km, mentre, nel suo punto più largo (vicino alla 14th Street), è larga 3,7 km.
Lo strato roccioso sottostante gran parte di Manhattan è un micascisto noto come Manhattan schist. Creatasi quando si formò la Pangea, si tratta di una roccia metamorfica forte, adatta alle fondamenta di edifici alti. A Central Park ne sono presenti numerosi affioramenti, di cui la Rat Rock è tra i più grandi. Geologicamente, una caratteristica predominante del substrato del distretto è la sua tensione ad un notevole innalzamento verso la superficie nei pressi di Midtown, per poi discendere tra la 29th Street e Canal Street e, infine, risalire a Lower Manhattan: tale fenomeno ha favorito la costruzione di molti grattacieli nelle zone in cui il substrato è più vicino alla superficie. Tuttavia, nuove ricerche dimostrano che i fattori economici hanno influenzato maggiormente la posizione di questi grattacieli.
Dopo aver effettuato una nuova analisi del pericolo sismico nel luglio 2014, lo United States Geological Survey ha affermato che vi è un rischio leggermente inferiore per gli edifici alti rispetto a quanto dichiarato in precedenza. Maggiori danni potrebbero essere recati agli edifici da un terremoto sviluppatosi nelle vicinanze della città che nella città stessa.

### Clima
Secondo la classificazione dei climi di Köppen, New York, Manhattan compresa, ha un clima subtropicale umido (Cfa) e, trovandosi all'incirca alla latitudine 40° N, è la città più a nord dell'intero continente nordamericano con questa categorizzazione. Gli inverni sono freddi e umidi e gli effetti moderatori dell'Oceano Atlantico sono minimizzati dai venti che soffiano in mare aperto; ciononostante, la vicinanza dell'Atlantico rende l'inverno più mite, rispetto all'entroterra a simili latitudini e modera la quantità di neve caduta ogni anno (64 cm). Primavera e autunno sono miti, mentre l'estate è molto calda e umida, con temperature oltre i 32 °C registrate dai 18 ai 25 giorni di media durante la stagione.
A Central Park viene fatta la rilevazione dei dati climatici del distretto. La registrazione della temperatura più alta è avvenuta il 9 luglio 1936, con 41 °C, mentre quella più bassa il 9 febbraio 1934, con −26 °C.
| Belvedere Castle, Central Park (dal 1920) | Mesi | Mesi | Mesi  | Mesi  | Mesi  | Mesi  | Mesi  | Mesi  | Mesi  | Mesi  | Mesi  | Mesi  | Stagioni | Stagioni | Stagioni | Stagioni | Anno    |
| Belvedere Castle, Central Park (dal 1920) | Gen  | Feb  | Mar   | Apr   | Mag   | Giu   | Lug   | Ago   | Set   | Ott   | Nov   | Dic   | Inv      | Pri      | Est      | Aut      | Anno    |
| ----------------------------------------- | ---- | ---- | ----- | ----- | ----- | ----- | ----- | ----- | ----- | ----- | ----- | ----- | -------- | -------- | -------- | -------- | ------- |
| T. max. media (°C)                        | 3,5  | 5,3  | 9,8   | 16,2  | 21,6  | 26,3  | 28,9  | 28,1  | 24,0  | 17,7  | 12,1  | 6,1   | 5,0      | 15,9     | 27,8     | 17,9     | 16,6    |
| T. media (°C)                             | 0,3  | 1,8  | 5,8   | 11,7  | 16,9  | 21,9  | 24,7  | 24,0  | 20,0  | 13,8  | 8,7   | 3,1   | 1,7      | 11,5     | 23,5     | 14,2     | 12,7    |
| T. min. media (°C)                        | −2,8 | −1,7 | 1,8   | 7,1   | 12,2  | 17,6  | 20,4  | 19,9  | 16,0  | 10,0  | 5,3   | 0,0   | −1,5     | 7,0      | 19,3     | 10,4     | 8,8     |
| Precipitazioni (mm)                       | 92,7 | 78,5 | 110,7 | 114,3 | 106,4 | 112,0 | 116,8 | 112,8 | 108,7 | 111,8 | 102,1 | 101,6 | 272,8    | 331,4    | 341,6    | 322,6    | 1 268,4 |
| Nevicate (cm)                             | 17,8 | 22,4 | 9,1   | 1,5   | 0,0   | 0,0   | 0,0   | 0,0   | 0,0   | 0,0   | 0,8   | 12,2  | 52,4     | 10,6     | 0,0      | 0,8      | 63,8    |

## Storia

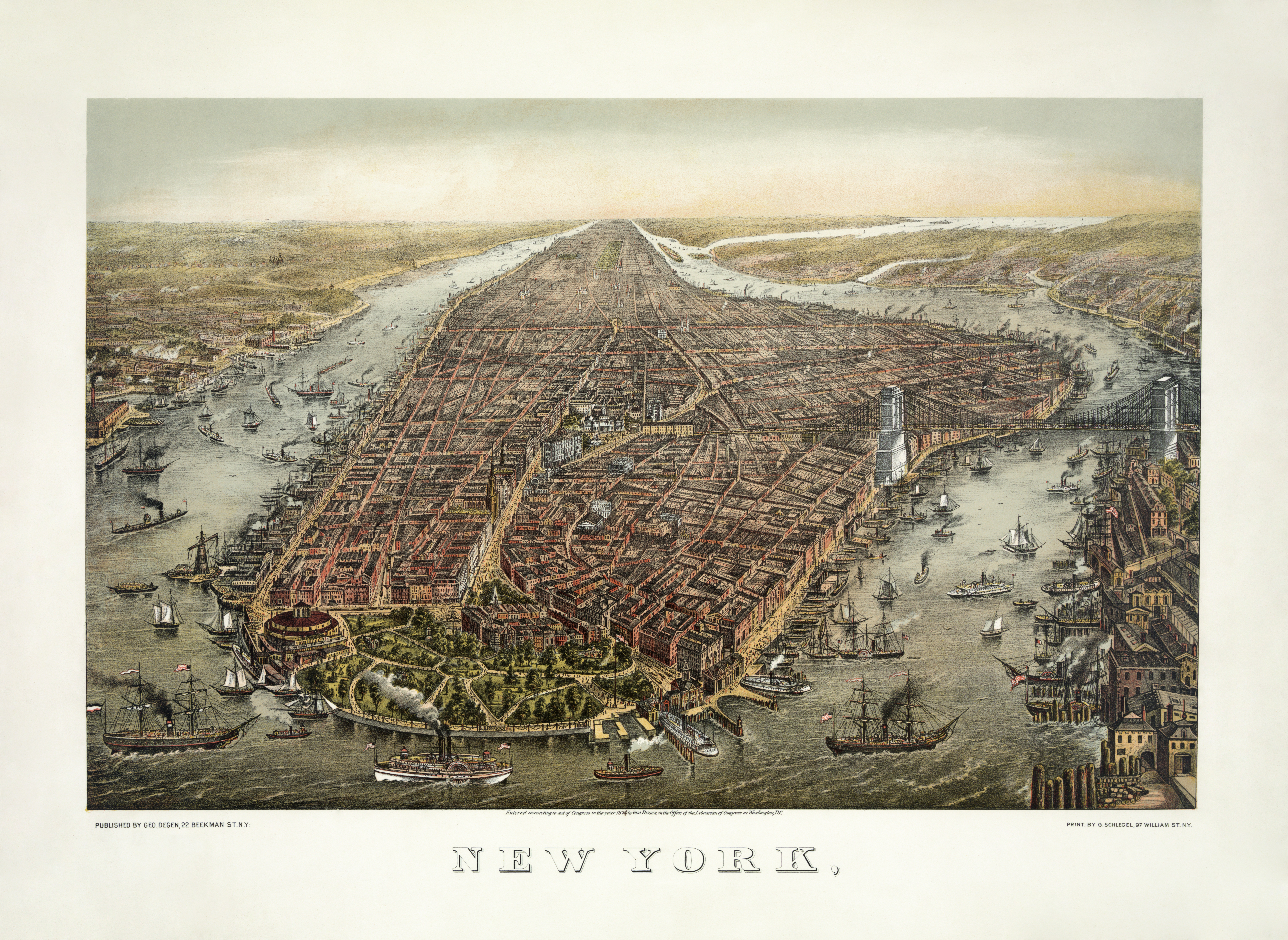
Lower Manhattan nel 1873.

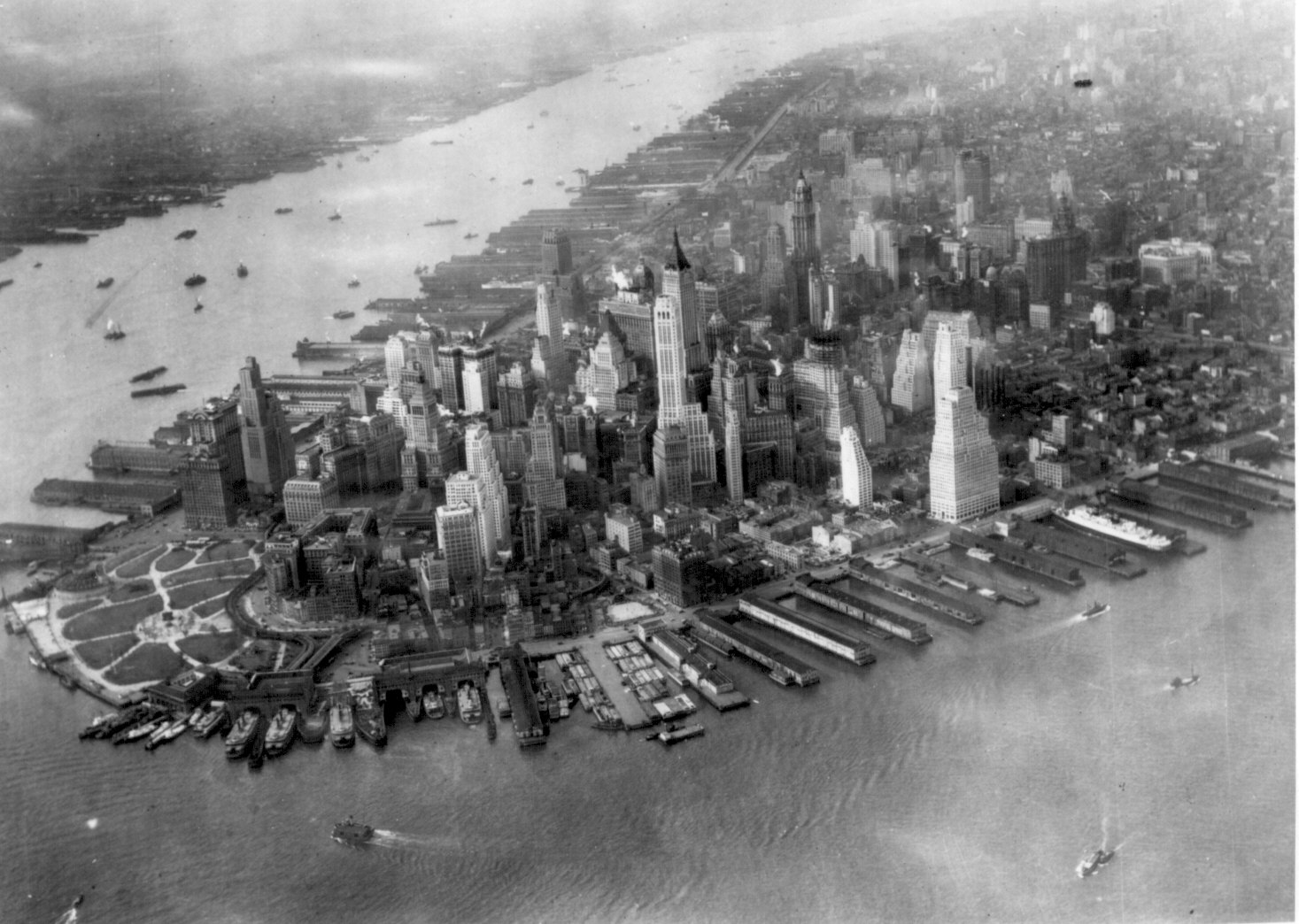
Lower Manhattan nel 1931.

L'esploratore fiorentino Giovanni da Verrazzano scopre l'isola nel 1524, alla foce del fiume Hudson e se ne impossessa, in nome del re di Francia Francesco I, che gli ha commissionato il viaggio.
Ma il re non trova utile questo territorio, asserendo che fosse una foresta abitata da selvaggi sulla quale non erano presenti tesori. Gli abitanti sono una tribù del popolo Algonchino (che oggi sopravvive nella riserva di Shinnecook, a Long Island); essi hanno già tracciato il percorso dell'odierna Broadway e abitano un villaggio, Sapohanikan, dove attualmente sorge il Greenwich Village.
Il 4 settembre 1609 l'esploratore britannico Henry Hudson, ridiscendendo in navigazione le coste del futuro Maine, approda sull'isola di Manhattan. Sarà il primo occidentale a descrivere in maniera dettagliata questo luogo.
Nel 1624 Peter Minuit, olandese e direttore generale dei Nieuw Nederland, pensa a Manhattan come porto e punto d'imbarco per le spedizioni di merci in Europa e acquista l'isola scambiando paccottiglia che nei Paesi Bassi gli era costata 60 fiorini. Nel 1846, lo storico newyorkese John Romeyn Brodhead calcolò che i 60 fiorini del 1624 si sarebbero potuti convertire in 23 dollari statunitensi; nel 2006 i 60 fiorini di Peter Minuit sarebbero stati equivalenti a 1000 $ secondo l'Institute for Social History of Amsterdam.
Gli olandesi costruiscono un forte e danno il nome di Nieuw Amsterdam alla città; viene inoltre costruita una palizzata per difendersi dagli inglesi della Nuova Inghilterra. Questi ultimi alla fine prevalgono e si impossessano di Manhattan e in onore di Giacomo Stuart, Duca di York e Albany e Re d'Inghilterra dal 1685, la chiamano New York.
La palizzata eretta dagli olandesi, chiamata dagli inglesi wall, cioè muro, dà il nome alla strada che la costeggia e che oggi è Wall Street.
Per circa due secoli Manhattan continuò ad ingrandirsi. Fra il 1874 e il 1898 fu deciso di allargare la città assorbendo gli altri quattro distretti.
L'11 settembre 2001 la Lower Manhattan fu teatro di due gravi attacchi terroristici: due aerei di linea rispettivamente dell’American Airlines e della United Airlines vennero fatti schiantare contro le Torri gemelle del World Trade Center. I due grattacieli collassarono a distanza di 29 minuti l'uno dall'altro, causando la distruzione degli edifici sottostanti e provocando la morte di 2 606 persone dentro ed intorno al complesso, di cui 24 risultano tutt'oggi disperse.

## Descrizione
Anche se solo 1,6 milioni dei circa 8 milioni di newyorkesi vivono a Manhattan, essa rimane indubbiamente la parte più famosa di New York, visto che vi si trovano quasi tutti i luoghi più importanti e famosi della città: il municipio, la borsa valori di Wall Street, il Central Park, il ponte di Brooklyn, Times Square, i teatri di Broadway, il Lincoln Center con la Metropolitan Opera, il Met, il Madison Square Garden, il Moma, l'American Museum of Natural History, la cattedrale di San Patrizio e tutti i quartieri più famosi (SoHo, Chinatown, Little Italy, Greenwich Village, Midtown, Harlem ecc.). Di grande importanza architettonica sono soprattutto i grattacieli per cui la città è nota, in particolare l'Empire State Building, il Chrysler Building e il palazzo dell'ONU; fino agli attacchi terroristici dell'11 settembre 2001, i grattacieli più alti di Manhattan erano però le torri gemelle del World Trade Center.

### Popolazione
| I cinque distretti di New York                               | I cinque distretti di New York | I cinque distretti di New York | I cinque distretti di New York | I cinque distretti di New York | I cinque distretti di New York | I cinque distretti di New York | I cinque distretti di New York | I cinque distretti di New York |
| Giurisdizione                                                | Giurisdizione                  | Popolazione                    | PIL                            | PIL                            | Area calpestabile              | Area calpestabile              | Densità                        | Densità                        |
| Distretto                                                    | Contea                         | Censimento (2020)              | miliardi (US$)                 | pro capite (US$)               | miglia quadrate                | km quadrati                    | persone/mi²                    | persone/km²                    |
| ------------------------------------------------------------ | ------------------------------ | ------------------------------ | ------------------------------ | ------------------------------ | ------------------------------ | ------------------------------ | ------------------------------ | ------------------------------ |
| The Bronx                                                    | Bronx                          | 1 472 654                      | 28,787                         | 19 570                         | 42,10                          | 109,04                         | 34 653                         | 13 231                         |
| Brooklyn                                                     | Kings                          | 2 736 074                      | 63,303                         | 23 900                         | 70,82                          | 183,42                         | 37 137                         | 14 649                         |
| Manhattan                                                    | New York                       | 1 694 251                      | 629,682                        | 378 250                        | 22,83                          | 59,13                          | 72 033                         | 27 826                         |
| Queens                                                       | Queens                         | 2 405 464                      | 73,842                         | 31,310                         | 108,53                         | 281,09                         | 21 460                         | 8 354                          |
| Staten Island                                                | Richmond                       | 495 747                        | 11,249                         | 23 460                         | 58,37                          | 151,18                         | 8 112                          | 3 132                          |
| New York                                                     | New York                       | 8 804 190                      | 806,863                        | 93 574                         | 302,64                         | 783,83                         | 28 188                         | 10 947                         |
| Stato di New York                                            | Stato di New York              | 19 849 399                     | 1 547,116                      | 78 354                         | 47 214                         | 122 284                        | 416,4                          | 159                            |
| Fonte: consulta le voci che riguardano il singolo distretto. |                                |                                |                                |                                |                                |                                |                                |                                |

Al censimento del 2010 la popolazione risulta etnicamente così suddivisa: 48,0% bianchi, 12,9% afroamericani, 11,2% asiatici, 0,1% nativi americani, 14,1% altre etnie. Gli ispanici di qualunque etnia rappresentano il 25,4%.
I maggiori gruppi di discendenza europea sono gli irlandesi (7,8%), tedeschi (7,2%), italiani (6,8%), russi (6,2%), inglesi (5,2%) e polacchi (4,8%). Il 4,1% degli abitanti si definisce statunitense. Il 16,80% della popolazione è sotto i 18 anni, il 12,20% sopra i 65 anni.
Resta comunque il fatto che in una società come quella statunitense contemporanea, definita da molti post-moderna, e specialmente a New York, le caratteristiche somatiche, le discendenze migratorie e le lingue parlate in famiglia diverse dall'inglese hanno perso molto della loro importanza e, anzi, contribuiscono a rafforzare l'identità cosmopolita e internazionale di Manhattan e di New York.
Il reddito pro capite si attesta sui 42 922 dollari, il più alto degli Stati Uniti d'America. Nonostante questo ben il 20% della popolazione vive sotto la soglia di povertà.

## Geografia antropica

### Circoscrizioni amministrative (community boards)

Mappa dei Community Boards.

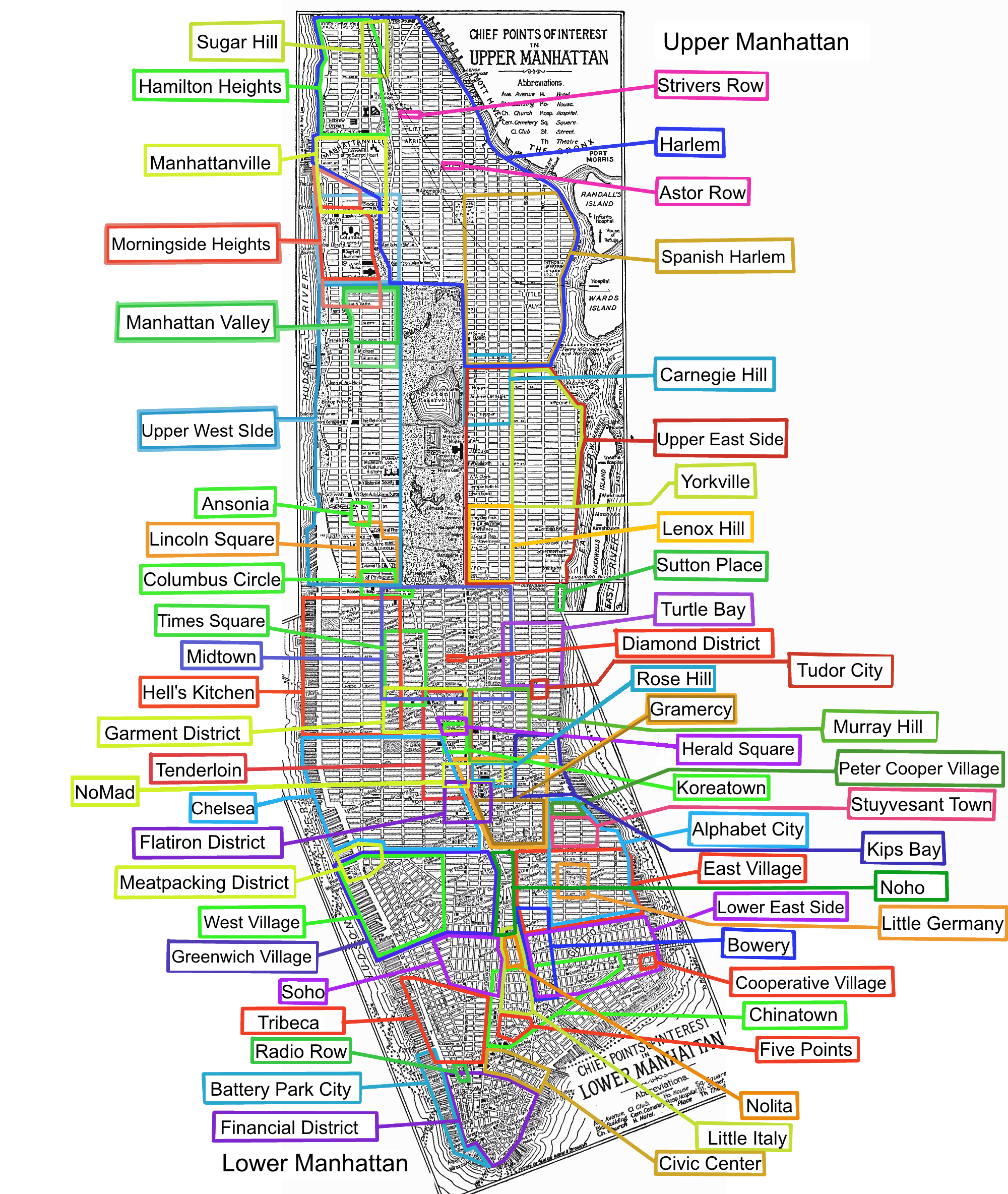
Mappa dei quartieri di Manhattan.

Amministrativamente è suddivisa in 12 circoscrizioni (Manhattan Community Boards), la cui numerazione procede da sud verso nord:
- 1: TriBeCa, Lower Manhattan, Civic Center;
- 2: Greenwich Village, West Village, NoHo, SoHo, Lower East Side, Chinatown, Little Italy;
- 3: Tompkins Square, East Village, Lower East Side, Chinatown, Two Bridges;
- 4: Clinton, Chelsea;
- 5: Midtown
- 6: Stuyvesant Town, Tudor City, Turtle Bay, Peter Cooper Village, Murray Hill, Gramercy Park, Kips Bay, Sutton Place;
- 7: Manhattan Valley, Upper West Side, Lincoln Square;
- 8: Upper East Side, Lenox Hill, Yorkville, Roosevelt Island;
- 9: Hamilton Heights, Manhattanville, Morningside Heights;
- 10: Harlem, Polo Grounds
- 11: East Harlem, Spanish Harlem, Ward's, Randall's Island;
- 12: Inwood, Washington Heights

### Quartieri (neighborhoods)
Sono inoltre presenti diversi quartieri, elencati da nord a sud.
Marble Hill
In origine si trattava dell'estremità settentrionale dell'isola di Manhattan, mentre lo scavo dell'Harlem River Ship Canal nel 1895 la separò dal resto dell'isola e nel 1914 la colmatura del vecchio corso del fiume Harlem la collegò fisicamente con il Bronx. Tuttavia è amministrativamente ancora legata al distretto di Manhattan (circoscrizione 12). Comprende le strade dalla 225ª alla 228ª ad OVEST di Broadway.
Inwood
Si tratta di un quartiere soprattutto residenziale all'attuale estremità settentrionale dell'isola di Manhattan (tra circa la 220ª strada e Fairview Avenue, all'altezza all'incirca della 191ª strada). In origine era abitata soprattutto da irlandesi, mentre attualmente la popolazione è prevalentemente di origine dominicana. L'Inwood Hill Park è ritenuto il luogo in cui avvenne il leggendario acquisto dell'isola di Manhattan dalla tribù indiana dei Lenape.
Washington Heights
Occupa gli isolati compresi tra la Fairview Avenue, all'altezza circa della 190ª strada e la 155ª strada. Prende il nome da Fort Washington che svolse un ruolo importante nella Guerra d'indipendenza americana (fu preso dagli inglesi il 16 novembre 1776). Gli abitanti attuali sono prevalentemente di origine dominicana, ma esiste anche una comunità ebraica derivante dai primi abitanti del quartiere, di origine tedesca.
Harlem

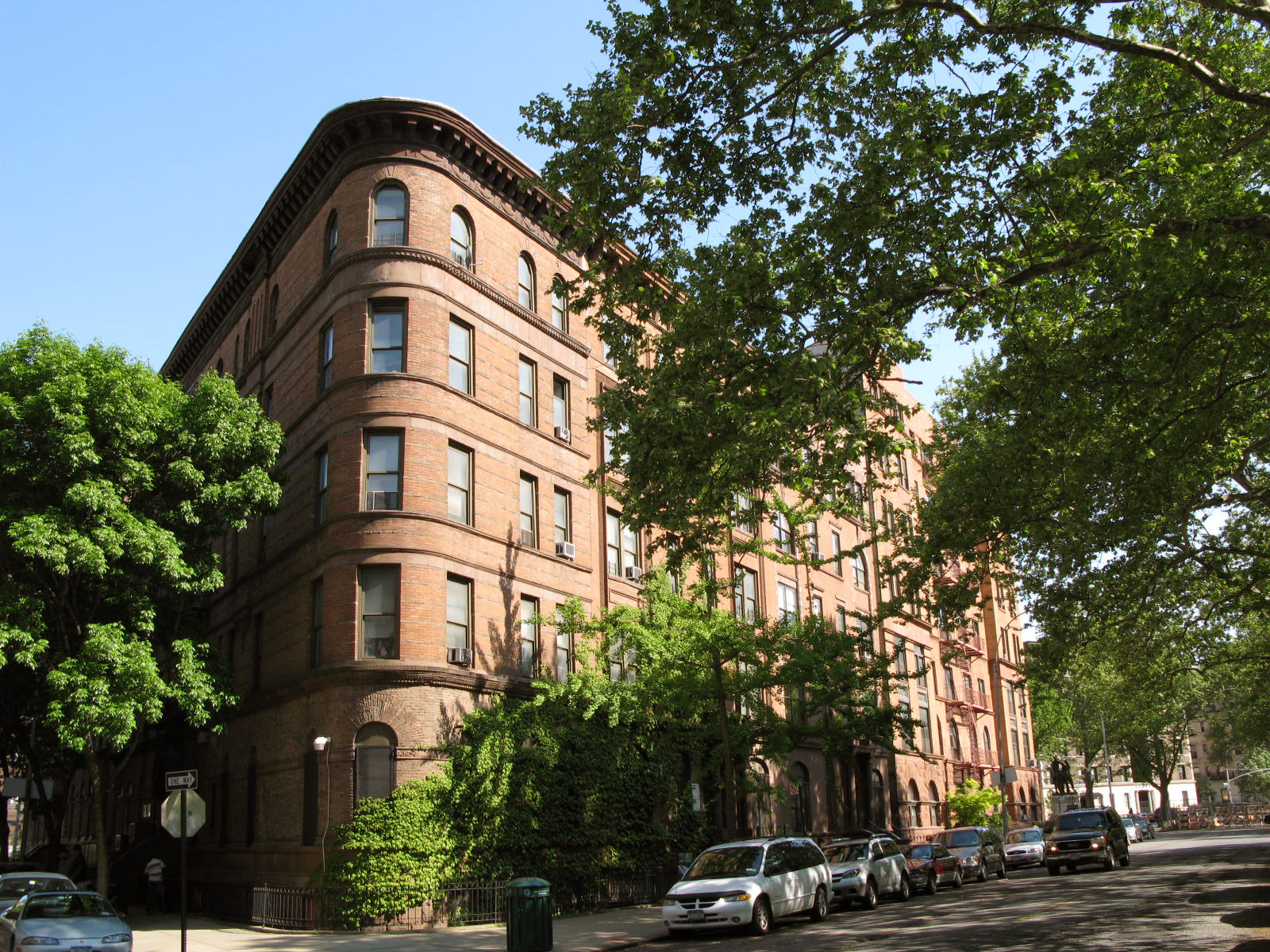
Uno scorcio di Harlem.

Raggruppa i quartieri tra la 155ª strada a nord e la 96ª strada (verso est) o la 125ª (verso ovest) a sud. L'originario villaggio di Nieuw Haarlem era stato fondato nel 1658 dal governatore olandese Peter Stuyvesant. Iniziò il suo sviluppo come suburbio dopo la creazione dei primi collegamenti ferroviari a partire dal 1831 e il boom edilizio si ebbe tra il 1870 e il 1910. A partire dagli anni 1920 fu abitata prevalentemente da afroamericani. Comprende i quartieri di Central Harlem (Bradhurst, Mount Morris Park e Strivers Row), di West Harlem (Hamilton Heights o Sugar Hill eManhattanville) e East Harlem (detta anche Spanish Harlem e, a partire dagli anni 1950, abitata prevalentemente da portoricani).
Upper West Side

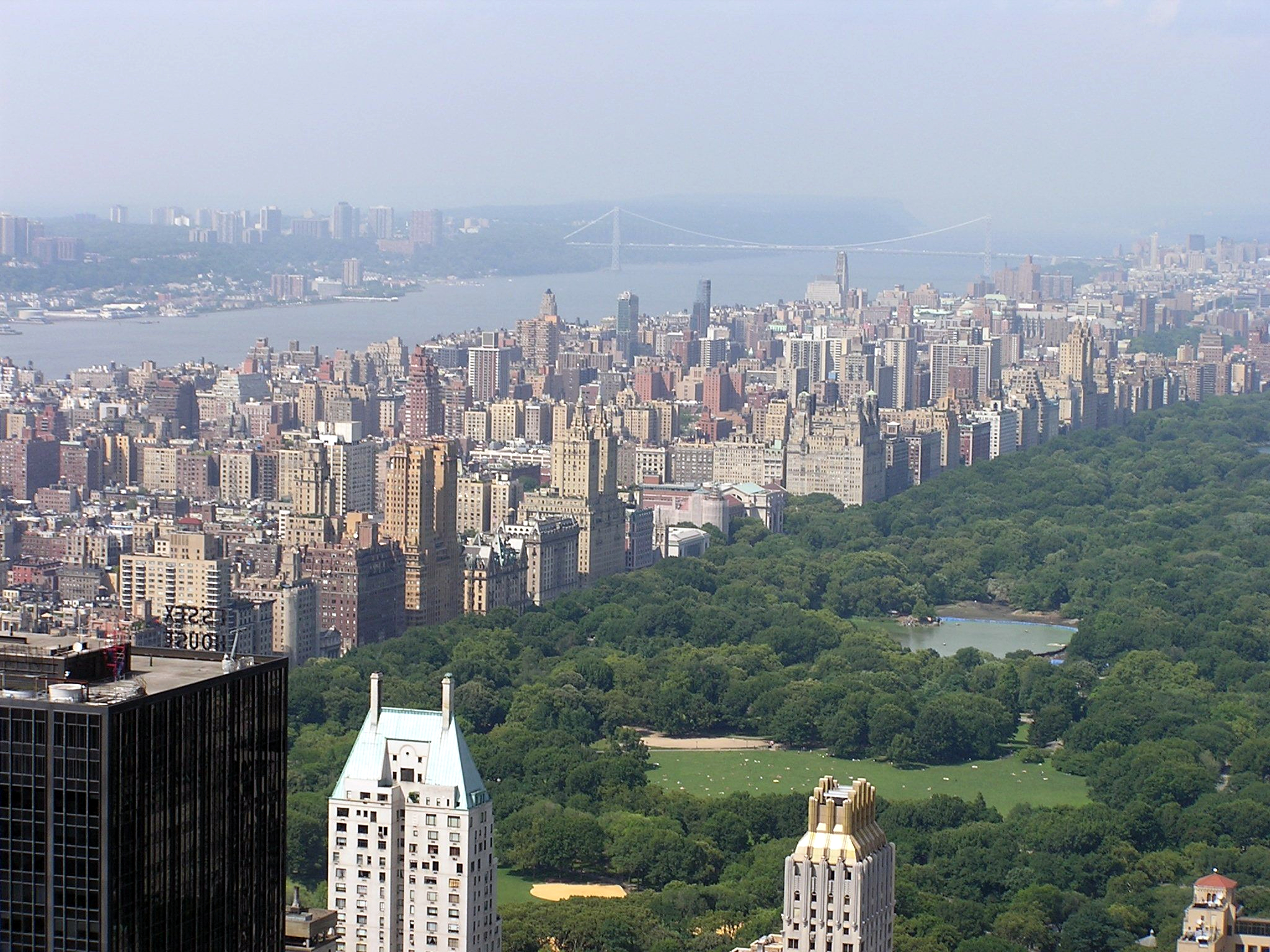
L'Upper West Side visto dal Rockefeller Center.

Ad ovest del Central Park, tra la 58ª street e la 125ª street. È attraversata da sud a nord da Broadway. Qui sorgeva il villaggio di Harsenville e la zona, con fattorie e residenze di campagna prese il nome di Bloomingdale (dall'originario olandese Bloemendal). Alla metà del XIX secolo era divenuto un sobborgo popolare. Il boom edilizio si ebbe tra il 1885 e il 1910 e la zona fu popolata soprattutto da Afroamericani. A partire dagli anni 1960 si ebbe una fase di rinnovamento urbano in seguito alla costruzione del Lincoln Center. Comprende Morningside Heights, spesso considerato quartiere separato e Manhattan Valley che ha conservato un carattere popolare.
Upper East Side
Ad est del Central Park, tra la 96ª e la 59ª strada, ospita numerosi musei e istituzioni culturali, tra cui il Metropolitan Museum of Art. Comprende Carnegie Hill, Yorkville e Lenox Hill. È famosa per essere sede delle più lussuose e costose abitazioni di New York, molte scene del telefilm Sex and the City sono state girate appunto in questo quartiere. È una delle zone più costose e lussuose per quanto riguarda i prezzi delle case dell'intero paese e uno dei quartieri in cui il costo della vita è più alto (fino a 200% in più rispetto ai quartieri periferici). In questo quartiere sono ambientati anche i telefilm Gossip Girl, Ugly Betty e i film Cocktail con Tom Cruise e Il diario di una tata con Scarlett Johansson.
Roosevelt Island
Lunga e stretta isola nell'East River tra Manhattan e Queens (sull'isola di Long Island). L'originario nome indiano era Minnahanock. Nel 1637 fu acquistata dagli olandesi e prese in successione i nomi di Varckens, Manning’s, Blackwell e Welfare, fino a prendere l'attuale nome nel 1973 in onore del presidente Franklin Delano Roosevelt. Ha ospitato per lungo tempo ospedali e un penitenziario e solo recentemente si è sviluppata come quartiere residenziale di alto livello.
Midtown Manhattan

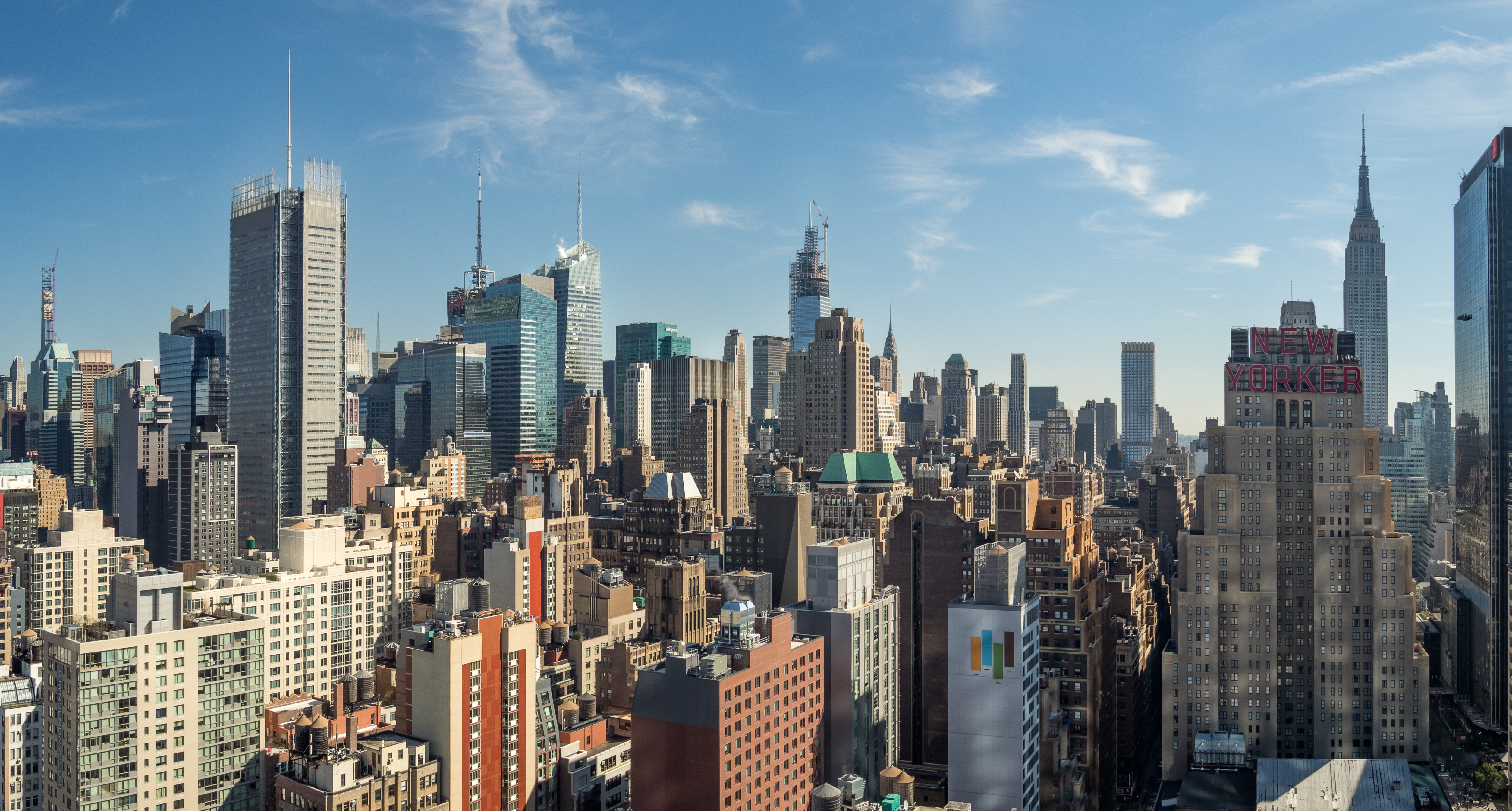
Skyline di Midtown Manhattan.

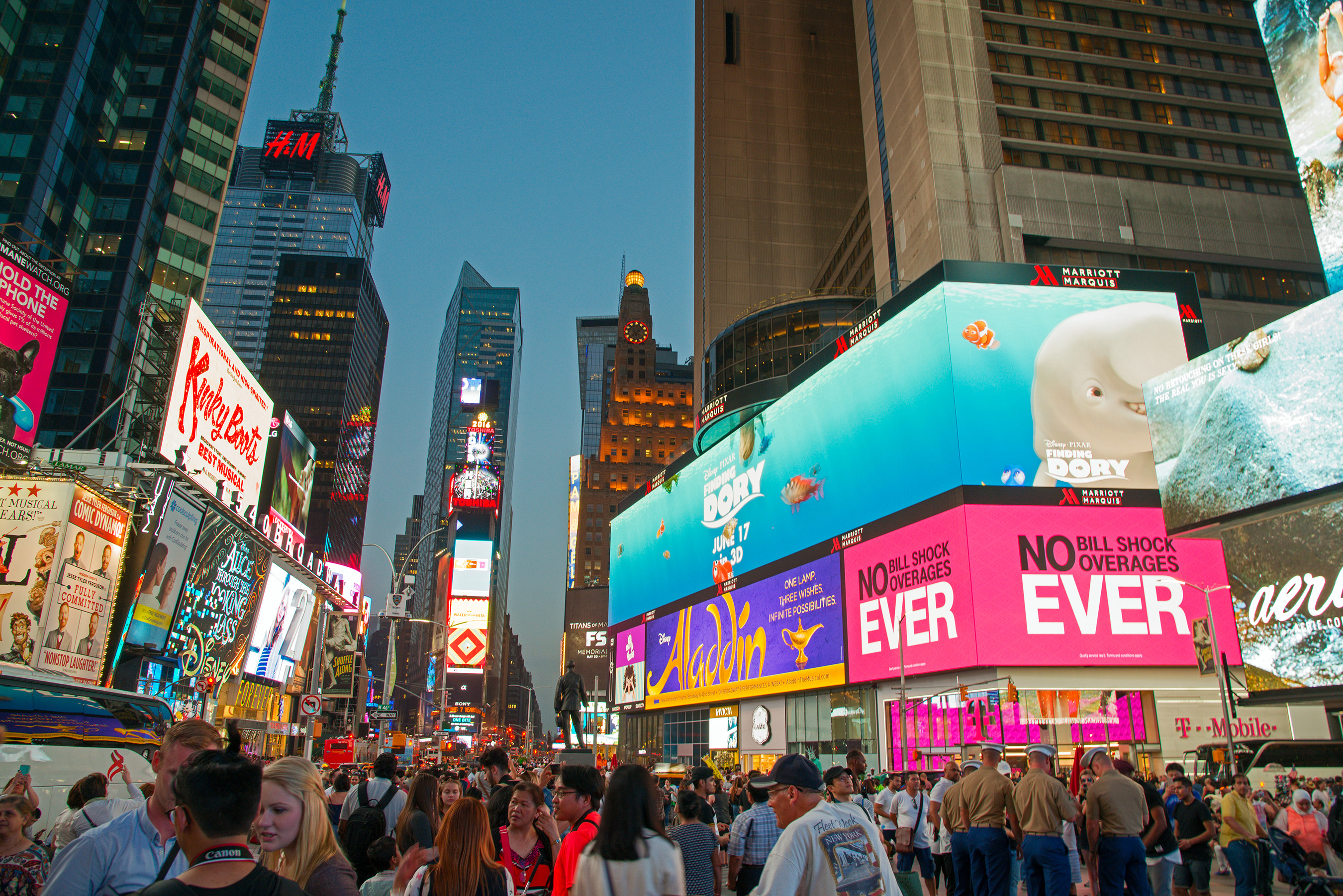
Times Square nel 2016.

Il centro cittadino, occupato prevalentemente da uffici, torri di appartamenti e grandi alberghi, soprattutto costruiti come grattacieli. Il cuore della zona commerciale si estende tra la 59ª e la 40ª strada e tra la Third Avenue ad est e la Ninth Avenue ad ovest, ma la denominazione viene spesso allargata fino fiume Hudson (quartiere di Hell's Kitchen o Clinton, tra la 59ª e la 34ª strada) e all'East River, dove si estende inoltre verso sud il quartiere di Murray Hill, tra 39ª e 33ª strada. Vi si trovano Times Square, il Rockefeller Center, l'Empire State Building, il Chrysler Building, la Bush Tower la nuova cattedrale di San Patrizio, la Carnegie Hall e la Radio City Music Hall. Ospita inoltre la sede del quartier generale delle Nazioni Unite. Comprende ancora i quartieri di Kips Bay e di Turtle Bay, che prendono il nome da insenature dell'East River che furono riempite nel corso del tempo, dell'area di Sutton Place, di Tudor City, del cosiddetto Theater District ("distretto dei Teatri"), del Garment District, e di Koreatown, con negozi soprattutto coreani. Un grattacielo ad uso misto in questo quartiere è il 10 East 40th Street.
Chelsea

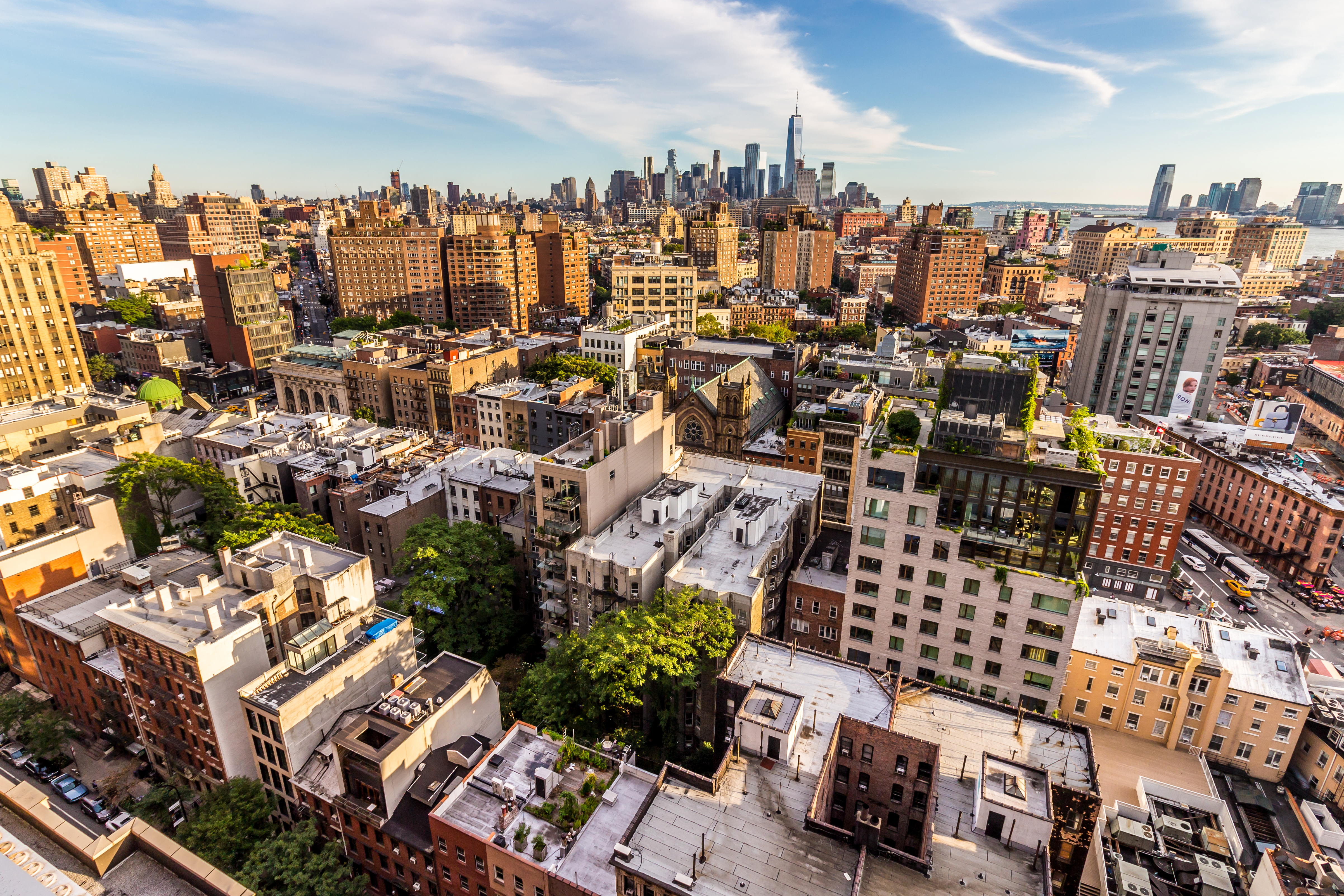
Vista dall'alto del Greenwich Village.

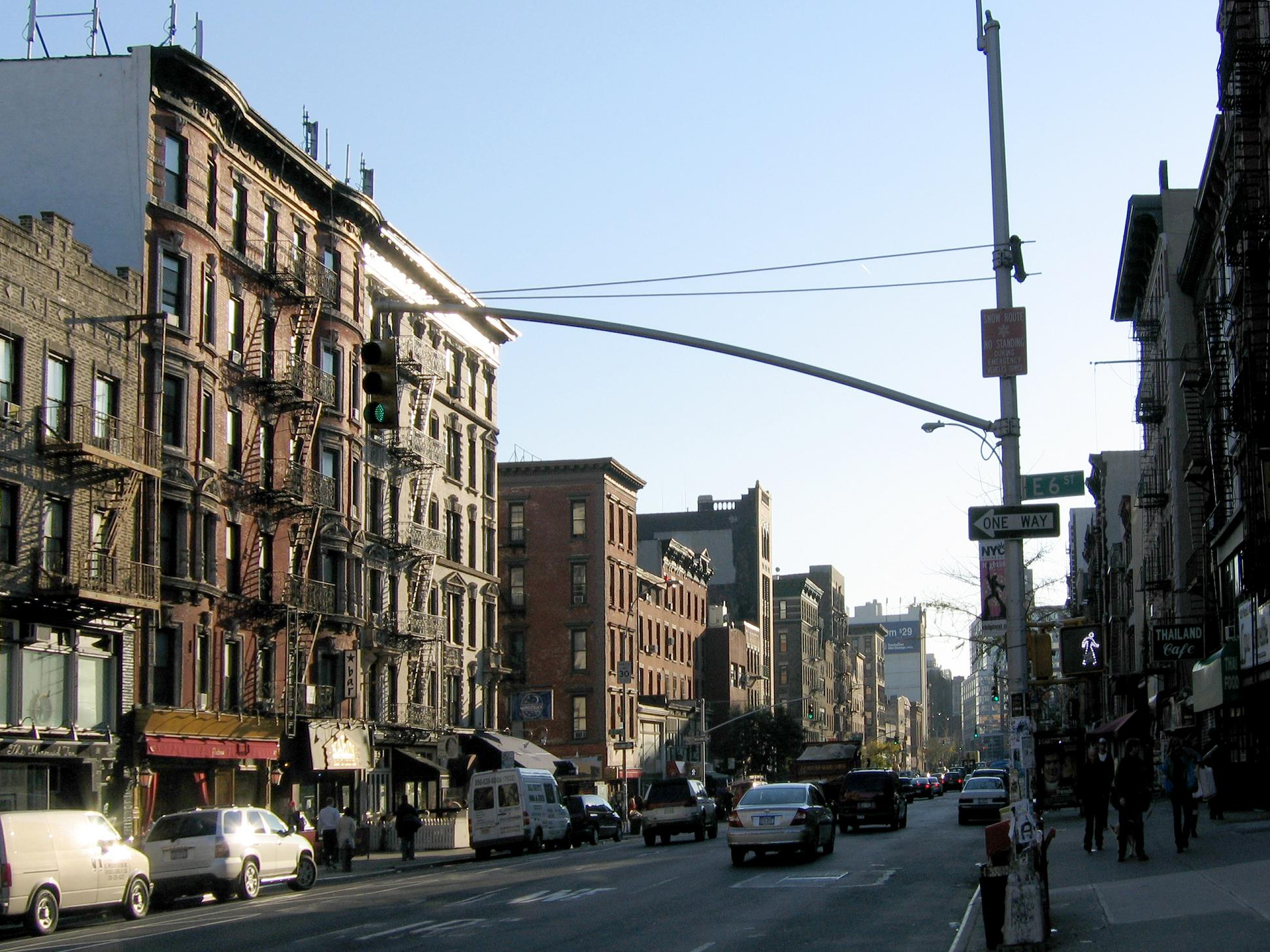
Second Avenue a East Village.

Ad ovest di Broadway, tra la 34ª e la 15ª strada. Il quartiere si origina dalla residenza di questo nome di Clement Clarke Moore, del XIX secolo, poi occupata da case a schiera per la classe alta. Agli inizi del XX secolo era abitato prevalentemente da irlandesi, che lavoravano nelle vicine banchine portuali sul fiume Hudson. Si tratta di un quartiere soprattutto residenziale, con numerose gallerie d'arte e ospita un'importante comunità gay. Vi ha sede il Madison Square Garden.
Gramercy
Un tranquillo quartiere residenziale intorno ad un parco privato, tra la 27ª e la 14ª strada, ad est di Broadway, la zona di Union Square e il Flatiron District (una volta conosciuto come Photo District), occupano la zona tra l'East River, Midtown, Chelsea e il Greenwich Village.
Greenwich Village
Ad ovest di Broadway, tra la 14ª strada a nord e la Houston street a sud; la parte ad ovest viene considerata un quartiere separato, il West Village. Conosciuto anche come The Village e, nel XIX secolo, come la zona di Washington Square. Si trattava in origine di un'area paludosa, che aveva il nome indiano di Sapokanikan e fu bonificata intorno al 1630 dagli olandesi, che le diedero il nome di Noortwyck. Divenne ufficialmente un villaggio separato con il nome attuale nel 1713. Al momento della suddivisione ortogonale della città nel 1811 mantenne in parte la sua originale planimetria. Divenne celebre come quartiere di artisti e centro di cultura alternativa, soprattutto negli anni 1950 e 1960. Nel 1969 vi prese le mosse il movimento di liberazione gay. Il Meatpacking District, un piccolo settore nord-occidentale, antica zona di mattatoi, ospita oggi un gran numero di locali alla moda.
- Il settore tra il Greenwich Village e l'East Village che confina a sud con il quartiere di SoHo viene a volte denominato per analogia NoHo.

East Village
Ad est di Broadway, tra la 14ª strada a nord e la Houston street a sud, in precedenza considerato parte del Lower East Side, ma più rapidamente divenuto un quartiere residenziale di alto livello viene ora spesso ritenuto affine al Greenwich Village ad ovest di Broadway. Era in origine abitato da polacchi ed ucraini, recentemente sostituiti sia da giapponesi e da asiatici di altri paesi. Una parte verso est è conosciuta come Alphabet City (precedentemente Little Germany), intorno alle avenue indicate con lettere dell'alfabeto.
SoHo
Abbreviazione di South of Houston Street ("a sud di Houston Street"), che riprende il nome del sobborgo di Soho a Londra. Si trova tra Greenwich Village e NoHo a nord e il Lower East Side con Little Italy e NoLIta ad est e con Chinatown a sud. In questa antica area industriale gli edifici sono stati ristrutturati come loft e studi di artisti.
Little Italy
Tradizionalmente il quartiere degli italoamericani tra l'East Village a nord e SoHo ad ovest, il Lower East Side (di cui a volte viene considerato parte) ad est e Chinatown a sud, a partire dalla metà degli anni 1950 è stata gradualmente abbandonata dai suoi originari abitanti e solo un piccolo settore resta oggi riconoscibile. Un settore attualmente conosciuto come Nolita (North of Little Italy, "Little Italy Nord") se ne considera oggi distaccato. Vi si trova l'antica cattedrale di San Patrizio, costruita nel XIX secolo, oggi sostituita da quella più recente nel quartiere di Midtown.
Tribeca

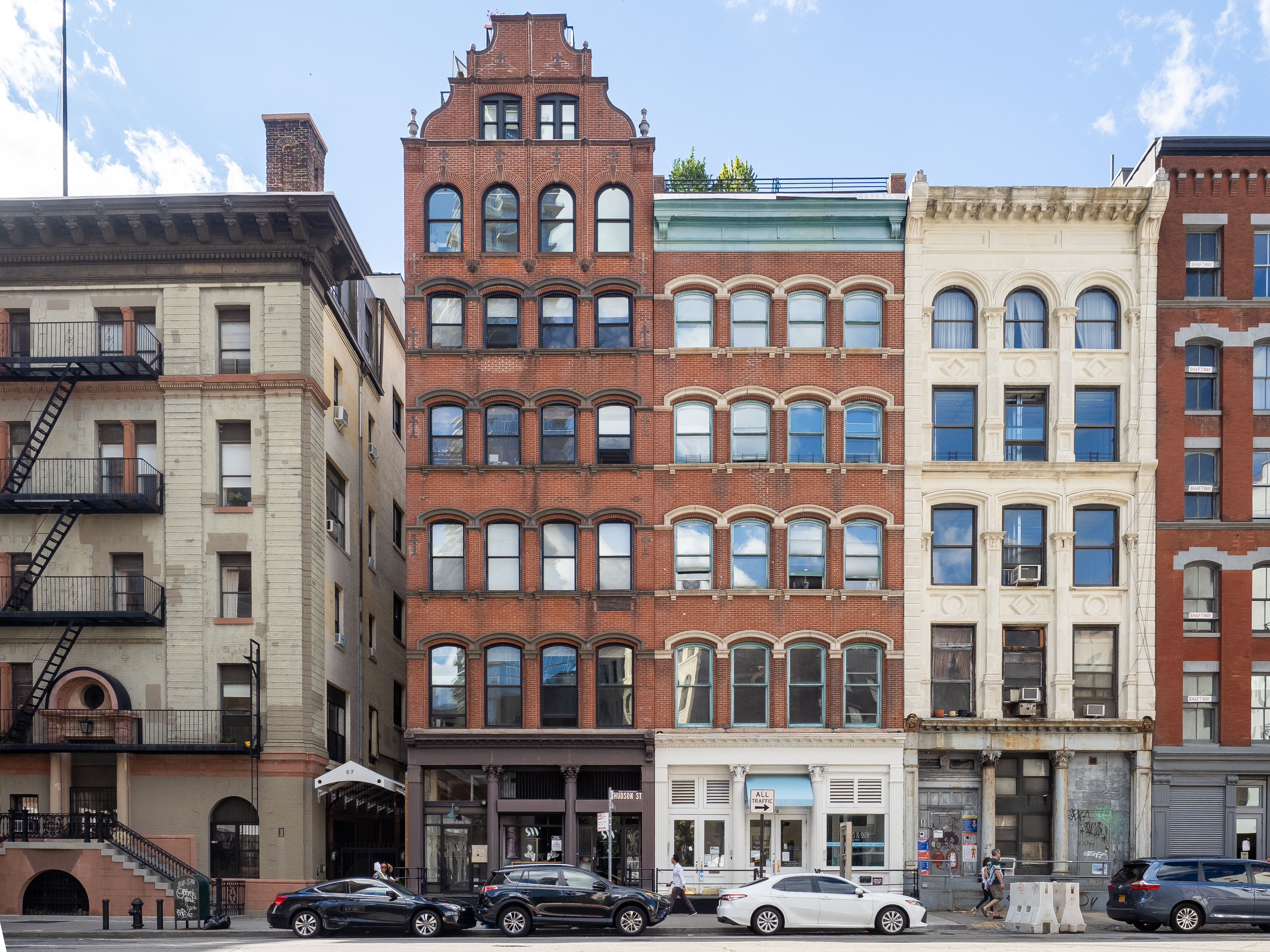
Hudson Street a Tribeca.

Abbreviazione di Triangle Below Canal Street ("triangolo sotto Canal Street"). Anche in questo caso si tratta di un antico distretto industriale, a sud di SoHo, in cui gli edifici industriali sono stati riadattati come sedi di uffici o residenze, con strade fiancheggiate da negozi alla moda, gallerie d'arte e locali.
Chinatown

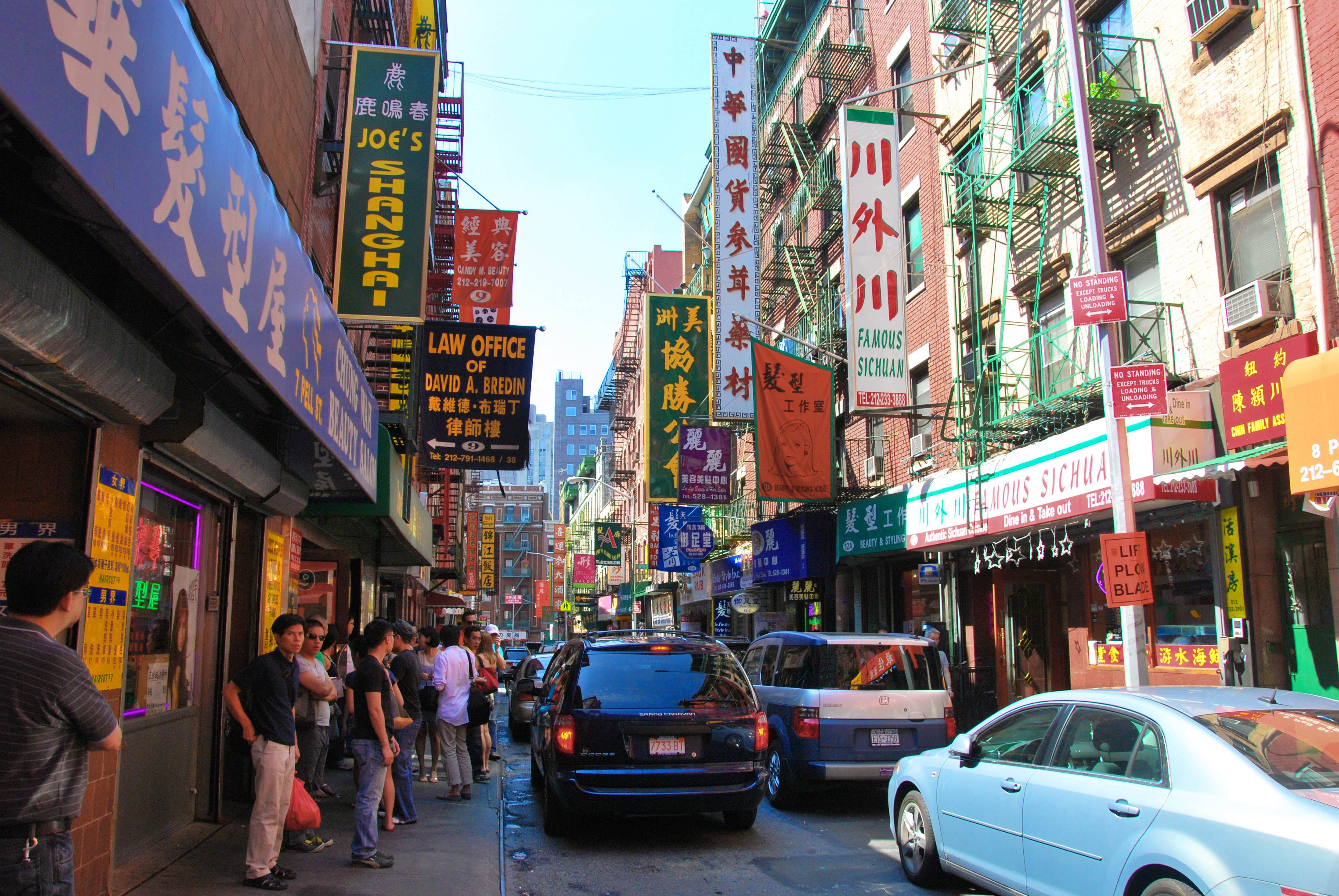
Chinatown nel 2009.

Quartiere con abitanti prevalentemente originari della Cina, tra Little Italy a nord, TriBeCa ad ovest, il Financial district a sud e il Lower East Side ad est, di cui a volte viene considerato una parte. Il quartiere fu per gran tempo dominato dalle Tongs (堂), un misto tra legami familiari, associazioni politiche legate al Kuomintang o al Partito Comunista Cinese e segretamente sindacati del crimine, tra cui scoppiavano periodicamente guerre aperte e che favorivano un'economia in gran parte sotterranea. Nella parte nord dell'attuale Chinatown si trova il Columbus Park, realizzato sull'antico quartiere popolare, fortemente degradato dei Five Points, dal nome di un incrocio con cinque strade, i cui abitanti erano soprattutto irlandesi qui immigrati in seguito alla carestia in madrepatria tra il 1820 e il 1840 e afroamericani,
Lower East Side
A sud della 14ª strada e ad est di Broadway lungo l'East River, se ne sono progressivamente distaccati i quartieri fortemente caratterizzati in senso etnico di Little Italy e di Chinatown verso ovest e l'East Village a nord di Houston Street. Ha conservato a lungo un carattere di quartiere popolare e in origine era abitato prevalentemente da ebrei provenienti dall'Europa orientale. Tradizionalmente sede di movimenti anarchici e radicali.
Financial District

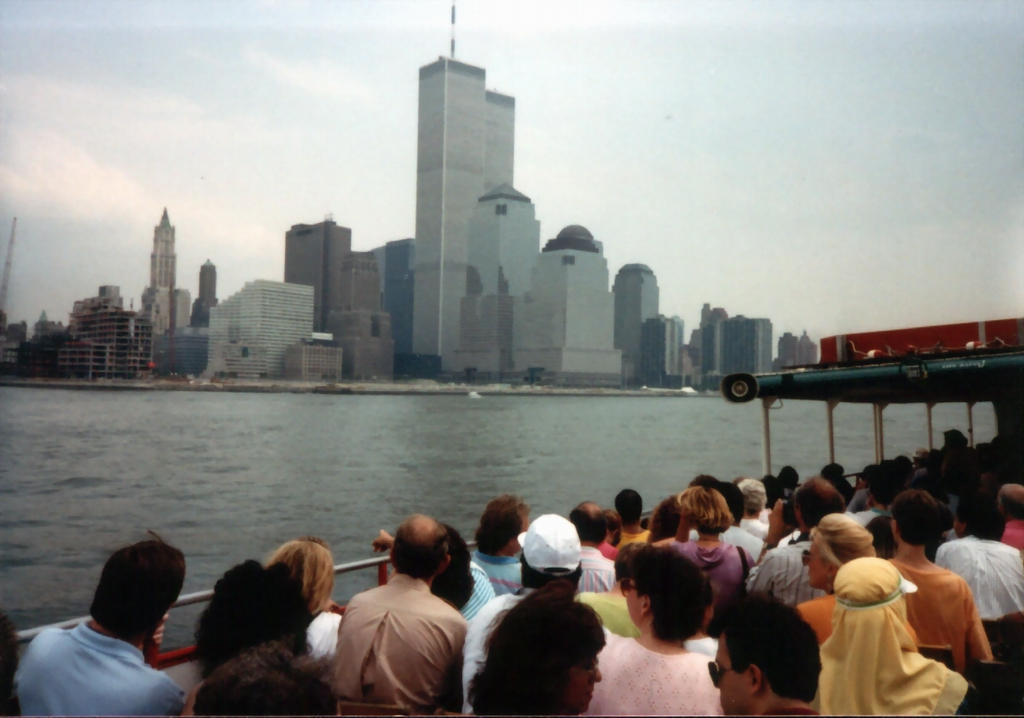
Il World Trade Center visto dal fiume Hudson nel 1990.

"Distretto finanziario", sulla punta più meridionale dell'isola di Manhattan, che comprende la sede della Borsa di New York (New York Stock Exchange) a Wall Street e delle maggiori istituzioni finanziarie. Il distretto corrisponde al sito del primo villaggio coloniale olandese della Nieuw Amsterdam ("Nuova Amsterdam"), di cui sopravvivono alcuni edifici. Il memoriale Federal Hall sorge nel sito del primo parlamento federale, dove fu eletto presidente George Washington. A nord si trova la sede del Municipio della città (City Hall). Qui sorgevano, fino agli attentati dell'11 settembre 2001, le torri gemelle del World Trade Center. A seguito dell'attentato è iniziata la ricostruzione del nuovo World Trade Center, ancora in fase di costruzione. Alcuni edifici sono già stati completati, tra cui il One World Trade Center e il National September 11 Memorial & Museum. La parte occidentale lungo il fiume Hudson (Battery City Park) si sta sviluppando come quartiere residenziale e come zona di giardini. Come edificio residenziale, è degno di nota il Barclay Tower, un grattacielo alto 205 metri i cui appartamenti sono considerati i più cari di tutto il quartiere.